# 沃爾舍茨市鎮
43°12′N 23°18′E / 43.200°N 23.300°E

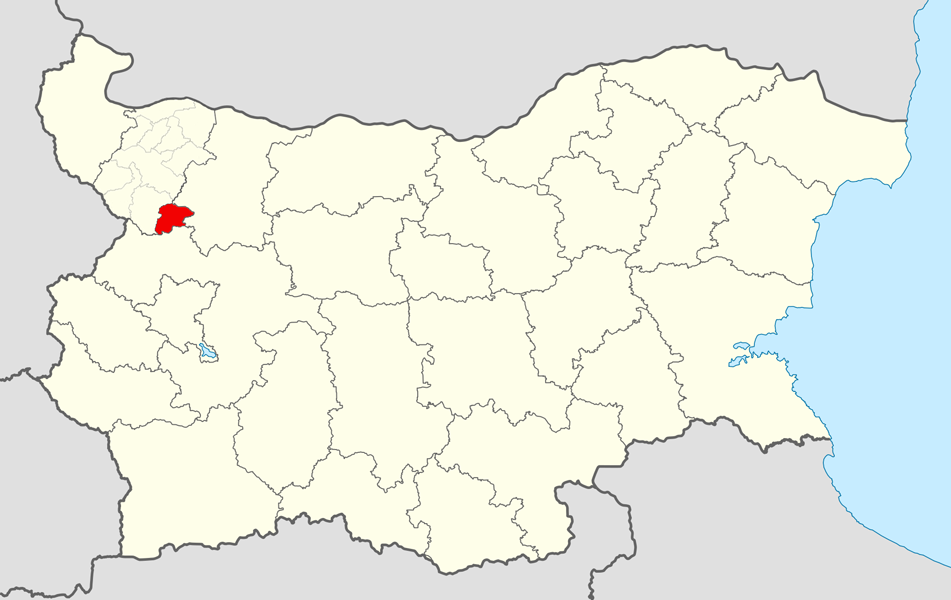

沃爾舍茨市，是保加利亞的城鎮，位於該國西北部，由蒙塔納州負責管轄，首府設於沃爾舍茨，面積240平方公里，2011年人口8,108，人口密度每平方公里33.78人。